# Castillo de Turrush
El castillo de Turrush (en árabe: حِصن طرّوش‎, ḥiṣn Ṭurrūš), también conocido como castillo de Cesna, corresponde a una fortaleza en ruinas en las cercanías de la localidad española de Fuentes de Cesna, en el municipio de Algarinejo, provincia de Granada. Se encuentra a orillas del embalse de Iznájar, junto a las playas de Llano del Cortijo Rio y las calas de Bajos de Cesna, conocidas popularmente como playas de Cesna.
Fue refugio de Abderramán I tras su desembarco en Almuñécar, y lugar desde donde reclutó tropas y unió voluntades para ser nombrado emir de Córdoba en la cercana medina Archidona. En el año 921 fue derrumbado parcialmente por Abderramán III ante la negativa de los cristianos mozárabes a abandonar la fortaleza. Volvió a tener un papel muy relevante tras la Batalla de Lucena, en la que se capturó al rey Boabdil y se cree que estuvo apresado aquí junto a otros castillos de Córdoba.
A pesar de estar en ruinas, su historia es fascinante y merece ser conocida y preservada.
Según los estudios de Antonio Arjona Castro, el origen del Castillo de Cesna podría ser visigodo y posteriormente, tras la invasión árabe, fue entregado a Abderramán I. En su interior, este emir independiente encontró refugio tras desembarcar en las playas de Almuñécar en el año 756. Durante los siguientes años, los habitantes del castillo, en su mayoría cristianos mozárabes, lucharon ferozmente contra los monarcas cordobeses. Estaban liderados por Omar ibn Hafsún, quien terminó abrazando el cristianismo. La fortaleza fue finalmente rendida en el año 894 tras un prolongado asedio por parte de Abderramán III.
Tras la conquista, la fortaleza pasó a manos de militares de origen sirio, quienes fueron recompensados con este territorio por su participación en la guerra civil contra los mozárabes. El Castillo de Cesna continuó controlando el territorio y el paso de mercancías y personas entre Córdoba y Granada, y bajo el dominio del califato cordobés surgieron pequeñas alquerías que hoy en día son parte de las actuales aldeas de la zona.
En el siglo XIV, los nazaríes levantaron y modificaron numerosas fortificaciones en el entorno, incluyendo el Castillo de Cesna, con la intención de proteger sus fronteras de los avances de las tropas castellanas desde Priego de Córdoba. El castillo cambió de manos musulmanas a cristianas en varias ocasiones, siendo tomado definitivamente por los castellanos en el año 1435.
Se sitúa sobre el Cerro de los Castillo, sitio conocido localmente como las Torres, posible evolución del término Turrush, a unos dos kilómetros de la aldea de Fuentes de Cesna y se accede a él a través de un camino que parte de dicha aldea. Este castillo medieval militar fue construido en la época islámico-medieval, concretamente en la época emiral y califal. El sistema constructivo utilizado fue el tapial y la mampostería, y la tipología del castillo es simple, con planta cuadrada y seis torres en el primer recinto. El segundo recinto presenta torreones al exterior, con una altura máxima de 5 metros y cuatro cubos en las esquinas. El castillo se encuentra en ruinas progresivas, pero todavía conserva algunos elementos, como los muros de los que quedan en pie 10 metros en el lienzo sur, 20 en el este y restos en los otros lados. El estado de conservación actual del castillo requiere medidas correctoras como afianzamiento. Aunque no tiene uso actual, es un lugar turístico que se puede visitar a través de un camino en el margen derecho del río Genil, junto a las Fuentes de Cesna, cruzando el pantano en barca.
A pesar de su historia, el Castillo de Cesna se encuentra en ruinas y no ha sido debidamente preservado como un patrimonio cultural de Andalucía. Sin embargo, su importancia como un sitio histórico y cultural es incuestionable y debería ser considerado como un punto turístico de interés. Además, el castillo tiene un gran potencial como atracción turística, ya que la ubicación de la fortaleza en la cima de un promontorio ofrece vistas impresionantes del Pantano de Iznájar y los alrededores.
Por lo tanto, es importante reconocer la importancia del Castillo de Cesna como un sitio histórico y cultural y fomentar su preservación. El castillo podría convertirse en una atracción turística única en la zona, generando empleo y desarrollo económico para la región. Además, se podría buscar la devolución del castillo a la gente de Fuentes de Cesna, como parte de un movimiento más amplio para devolver el patrimonio cultural a sus comunidades de origen.
Las Playas de Cesna son playas vírgenes ubicadas cerca de la aldea de Fuentes de Cesna, a orillas del embalse de Iznájar, en la provincia de Granada. Este lugar cuenta con un gran potencial para desarrollar actividades turísticas, convirtiéndolo en un destino ideal para visitar y disfrutar durante los meses de verano cuando el nivel del embalse lo permite.
Antes de la construcción de la presa, había un antiguo muelle para cruzar el río Genil que conectaba con el Castillo de Turrush. En ese muelle existía una balsa que daba el servicio y conectaba la aldea de Fuentes de Cesna con la carretera de Loja para Lucena. En esa misma zona, tuvieron lugar hechos históricos importantes, como el apresamiento del rey Boabdil de Granada después de la batalla de Lucena.
Hoy en día, el embalse es un espacio natural con una gran belleza y potencialidades especiales que lo convierten en un importante atractivo turístico. Las playas de Cesna están compuestas por una gran playa de más de un kilómetro conocida como "Llano del Cortijo Rio", debido a su poca pendiente, y dos pequeñas calas ubicadas junto al Castillo de Turrush, conocidas como "Bajos de Cesna", que son de arena dorada y piedra arenisca. Estas playas ofrecen una experiencia única y refrescante para los visitantes que deseen disfrutar de un día de playa y practicar deportes acuáticos, como la pesca deportiva, el remo o el senderismo por el Parque Cultural Cesna, visitar el yacimiento arqueológico de Villavieja.